# Авинчище
Авинчище — деревня в Великолукском районе Псковской области России. Входит в состав сельского поселения «Успенская волость».
Расположена в 2 км южнее озера Сиверст, в 59 км к юго-востоку от райцентра Великие Луки и в 17 км к юго-востоку от волостного центра Успенское.

## Население
| 2001 | 2002 | 2010 |
| ---- | ---- | ---- |
| 3    | ↘2   | ↘1   |